# فورزا موتورسبورت (سلسلة)
فورزا موتورسبورت أو فورزا (بالإنجليزية: Forza)‏، وتعني فورزا باللغة الإيطالية "الطاقة"، هي سلسلة ألعاب فورزا التي تتعلق برياضة سباق السيارات، صدرت للمرة الأولى شهر مايو سنة 2005م، وكانت تعمل على نظام التشغيل إكس بوكس 360 ، ولها 6 أجزاء من السلسلة الرئيسية، وأربعة أجزاء من السلسلة الفرعية المسمى فورزا هورايزون.